# Пермское телевещание
Пермское телерадиовещание включает в себя комплекс телебашен, с которых осуществляется эфирное наземное телевещание на территорию Перми, Краснокамска и близлежащих окрестностей. Также телевещание ведётся посредством кабельного телевидения.

## Пермские телебашни
В 1955 году в здании Дворца культуры имени Сталина (ныне ДК Солдатова) по инициативе радиолюбителей моторостроительного завода был создан первый в Перми телецентр с 50-метровой мачтой. Радиус действия был около 10 километров, телевещание — 3 раза в неделю.
В 1958 году в Мотовилихинском районе, на месте аэропорта местных авиалиний, была построена 180-метровая телебашня по проекту 3803 KM. 8 июня 1958 года с телебашни началось регулярное чёрно-белое, а с 1974 года — цветное телевещание.
В постсоветское время были построены ещё три телебашни. Две из них имеют «сетчатую» конструкцию, разработанную под руководством д.т.н. Б. В. Остроумова в ЦНИИПСК им. Мельникова. Аналогичные башни возведены в Самаре (башня «Орион») и Москве (башня «Октод»), однако пермская башня РТРС самая высокая из них.
В декабре 2016 года была введена в строй новая 275-метровая телебашня пермского краевого радиотелевизионного передающего центра (КРТПЦ), с которой осуществляется вещание первого и второго мультиплексов цифрового эфирного телевидения. 
С 2019 года КРТПЦ  на новой телебашне запускает праздничные сценарии архитектурно художественной подсветки. Подсветку на башне запустили в 2016 году, в год постройки, в 2018 году она стала динамической. 
| Телебашня                    | Иллюстрация                                       | Высота | Год постройки | Адрес расположения | Количество передаваемых телеканалов | Высота подвеса передающих антенн |
| ---------------------------- | ------------------------------------------------- | ------ | ------------- | ------------------ | ----------------------------------- | -------------------------------- |
| РТРС (старая КРТПЦ, 3803 KM) |                                                   | 180 м  | 1958          | ул. Техническая, 7 | 1 аналоговый                        | 165,5 м                          |
| Авторадио                    |                                                   | 133 м  | 1996          | бул. Гагарина, 80а | 1 аналоговый                        | 130 м                            |
| Ростелеком (Уралсвязьинформ) | Пермская телебашня Ростелекома высотой 180 метров | 180 м  | 2003          | ул. Крупской, 2    | Нет вещания                         |                                  |
| РТРС (новая телебашня КРТПЦ) | Пермская телебашня РТРС высотой 275 метров        | 275 м  | 2016          | ул. Крупской, 61а  | 20 цифровых                         | 270 м                            |

Поляризация всех передающих антенн — горизонтальная.

## Аналоговое эфирное телевещание
В Перми ведётся аналоговое эфирное телевещание следующих телеканалов:
| Название телеканала | ТВК | Частота    | Место установки передатчика | Мощность передатчика | Высота подвеса антенны |
| ------------------- | --- | ---------- | --------------------------- | -------------------- | ---------------------- |
| Суббота!            | 22  | 479,25 МГц | КРТПЦ                       | 500 Вт               | 165,5 метров           |
| RU.TV               | 47  | 679,25 МГц | Авторадио                   | 1 кВт                | 130 метров             |

## Цифровое эфирное телевещание
Оператор цифрового эфирного телерадиовещания Пермского края — Пермский радиотелецентр РТРС (филиал РТРС «Пермский КРТПЦ») — подразделение Российской телевизионной и радиовещательной сети (РТРС).  
Все 20 телеканалов мультиплексов РТРС-1 и РТРС-2; Пакет радиоканалов мультиплекса РТРС-1, включает: «Вести FМ», «Радио Маяк», «Радио России / Пермская ГТРК ».
- Пакет телеканалов РТРС-1 (телевизионный канал 23, частота 490 МГц), включает: «Первый Канал», «Россия 1 / Пермская ГТРК », «Матч-ТВ», «НТВ», «Пятый Канал», «Россия К», «Россия 24 / Пермская ГТРК », «Карусель», «ОТР» / VETTA 24, «ТВ Центр».

- Пакет телеканалов РТРС-2 (телевизионный канал 49, частота 698 МГц), включает: «РЕН ТВ», «СПАС», «СТС», «Домашний», «ТВ3», «Пятница!», «Звезда», «Мир», «ТНТ», «МУЗ-ТВ».

### Первый мультиплекс РТРС-1
С 18 июля 2013 года в Перми ведётся цифровое эфирное телевещание первого мультиплекса РТРС-1 в стандарте DVB-T2.
С 18 июля 2013 года по декабрь 2016 года вещание велось передатчиком Rohde & Schwarz модели NV8610V мощностью 10 кВт с передающей антенны ALDENA, расположенной на высотной отметке 164 метра телебашни Пермского КРТПЦ (ул. Техническая, 7), в радиусе более 50 км. В декабре 2016 года вещание первого мультиплекса РТРС-1 было переведено на новую 275-метровую телебашню КРТПЦ (ул. Крупской, 61а). Вещание велось с передающей антенны KATHREIN, расположенной на высотной отметке 270 метров, в радиусе более 50 км. На телецентре рядом с новой телебашней КРТПЦ был установлен новый передатчик Rohde & Schwarz модели THU9 мощностью 10 кВт.
В апреле 2017 года вещание первого мультиплекса РТРС-1 было переведено на старую телебашню (ул. Техническая, 7) в связи с необходимостью доработки антенной системы новой телебашни. С апреля 2017 года вещание первого мультиплекса велось передатчиком ROHDE & SCHWARZ модели NV8610V мощностью 10 кВт с передающей антенны ALDENA, расположенной на высотной отметке 164 метра телебашни Пермского КРТПЦ (ул. Техническая, 7).
С 27 декабря 2018 года вещание первого мультиплекса РТРС-1 ведётся с новой телебашни КРТПЦ (ул. Крупской, 61а) с модернизированной передающей антенны KATHREIN расположенной на высотной отметке 270 метров в радиусе более 50 км, передатчиком ROHDE & SCHWARZ модели THU9 мощностью 10 кВт.

### Второй мультиплекс РТРС-2
С 12 декабря 2016 года в Перми запущено цифровое эфирное телевещание второго мультиплекса РТРС-2 в стандарте DVB-T2.
До апреля 2017 года вещание велось с новой телебашни КРТПЦ передатчиком THOMSON серии FUTHURA мощностью 10 кВт с передающей антенны KATHREIN, расположенной на высотной отметке 270 метров, в радиусе 40-50 км.
В апреле 2017 года вещание второго мультиплекса РТРС-2 было переведено на старую телебашню (ул. Техническая, 7) в связи с необходимостью доработки антенной системы новой телебашни. С апреля 2017 года вещание второго мультиплекса РТРС-2 велось передатчиком Триада-ТВ модели Полярис ТВЦ мощностью 10 кВт с передающей антенны ALDENA, расположенной на высотной отметке 164 метра телебашни Пермского КРТПЦ (ул. Техническая, 7).  
С 27 декабря 2018 года вещание второго мультиплекса РТРС-2 ведётся с новой телебашни КРТПЦ (ул. Крупской, 61а) передатчиком THOMSON серии FUTHURA мощностью 10 кВт с модернизированной передающей антенны KATHREIN расположенной на высотной отметке 270 метров, в радиусе 40-50 км.

## Кабельное телевещание
Развитие пермского кабельного телевещания началось с середины 1990-х годов. Все компании-операторы кабельного телевидения, работающие в Перми, предоставляют свои услуги по волоконно-оптической технологии FTTx. Телевещание ведётся в стандартах CATV (аналоговый), DVB-C, IPTV (цифровые).
В Перми находится один из головных офисов ЭР-Телеком — одного из крупнейших операторов рынка кабельного телевидения России (4 место по абонентской базе, 2019 год).

### Операторы кабельного телевидения
| Оператор            | Торговая марка | Стандарты вещания |
| ------------------- | -------------- | ----------------- |
| МТС                 | Kion           | DVB-C, IPTV       |
| Вымпел-Коммуникации | Билайн ТВ      | IPTV              |
| Ростелеком          | Wink           | IPTV              |
| ЭР-Телеком          | ДОМ.РУ, Movix  | CATV, DVB-C, IPTV |

### Кабельные телеканалы Перми
| Название телеканала  |
| -------------------- |
| телеканал «VETTA 24» |
| Рифей-Пермь          |

### Пермское радиовещание
| Частота МГц | Название                            |
| ----------- | ----------------------------------- |
| 66,80       | Радио Орфей                         |
| 87,6        | Детское радио                       |
| 88,0        | Радио Болид                         |
| 88,5        | Вести FM                            |
| 88,9        | Юмор FM                             |
| 89,4        | Европа Плюс                         |
| 89,8        | Comedy Radio                        |
| 90,2        | Радио России / Радио Пермского края |
| 90,7        | Авторадио                           |
| 91,2        | Радио Sputnik                       |
| 91,8        | Радио Шансон                        |
| 92,7        | Радио Звезда                        |
| 93,1        | Like FM                             |
| 93,9        | Радио Пи FM                         |
| 95,0        | Радио Вера                          |
| 95,4        | Радио МИР                           |
| 95,8        | Новое Радио                         |
| 96,2        | Радио Маяк                          |
| 96,6        | Радио Комсомольская правда          |
| 97,6        | Радио ENERGY                        |
| 98,0        | Радио Искатель                      |
| 98,4        | Радио Дача                          |
| 98,9        | Серебряный дождь                    |
| 99,4        | Ретро FM                            |
| 100,0       | Наше радио                          |
| 100,7       | Хит FM                              |
| 101,1       | Радио 7 на семи холмах              |
| 101,5       | Радио Nostalgie                     |
| 102,0       | Дорожное радио                      |
| 102,7       | DFM                                 |
| 103,2       | Радио MAXIMUM                       |
| 103,6       | Пилот FM                            |
| 104,1       | Радио Альфа                         |
| 104,7       | Радио Рекорд                        |
| 105,1       | Relax FM                            |
| 105,6       | Радио Гордость                      |
| 106,2       | Русское радио                       |
| 106,7       | Love Radio                          |
| 107,2       | Радио Монте-Карло                   |